# Xenortholitha epigrypa
Xenortholitha epigrypa är en fjärilsart som beskrevs av Louis Beethoven Prout 1939. Xenortholitha epigrypa ingår i släktet Xenortholitha och familjen mätare. Inga underarter finns listade i Catalogue of Life.